# Фейрлон (Огайо)
Фейрлон (англ. Fairlawn) — місто (англ. city) в США, в окрузі Самміт штату Огайо. Населення — 7437 осіб (2010).

## Географія
Фейрлон розташований за координатами 41°7′52″ пн. ш. 81°37′20″ зх. д. / 41.13111° пн. ш. 81.62222° зх. д. (41.131014, -81.622307).  За даними Бюро перепису населення США в 2010 році місто мало площу 11,62 км², з яких 11,59 км² — суходіл та 0,03 км² — водойми.

## Демографія
Згідно з переписом 2010 року, у місті мешкало 7437 осіб у 3219 домогосподарствах у складі 1978 родин. Густота населення становила 640 осіб/км².  Було 3455 помешкань (297/км²).
Расовий склад населення:
| - 82,1 % — білих - 11,0 % — чорних або афроамериканців - 4,3 % — азіатів |

До двох чи більше рас належало 2,0 %. Частка іспаномовних становила 2,3 % від усіх жителів.
За віковим діапазоном населення розподілялося таким чином: 19,4 % — особи молодші 18 років, 57,2 % — особи у віці 18—64 років, 23,4 % — особи у віці 65 років та старші. Медіана віку мешканця становила 46,8 року. На 100 осіб жіночої статі у місті припадало 88,9 чоловіків;  на 100 жінок у віці від 18 років та старших — 83,9 чоловіків також старших 18 років.
Середній дохід на одне домашнє господарство  становив 90 247 доларів США (медіана — 63 936), а середній дохід на одну сім'ю — 112 434 долари (медіана — 81 705). Медіана доходів становила 69 342 долари для чоловіків та 50 956 доларів для жінок. За межею бідності перебувало 4,7 % осіб, у тому числі 1,4 % дітей у віці до 18 років та 8,7 % осіб у віці 65 років та старших.
Цивільне працевлаштоване населення становило 3688 осіб. Основні галузі зайнятості: освіта, охорона здоров'я та соціальна допомога — 30,4 %, науковці, спеціалісти, менеджери — 13,5 %, виробництво — 11,5 %, фінанси, страхування та нерухомість — 10,0 %.